# Tây Francia

Sự phân chia đế quốc Frank vào năm 843

Tây Frank (tiếng Latinh: Francia occidentalis) là phần phía Tây của Đế quốc Frank bị chia ra. Nó hình thành vào năm 843 qua Hiệp ước Verdun và được mở rộng 870 nhờ hiệp ước Meerssen, nhưng lại bị thu hẹp lại 880 qua hiệp ước Ribemont. Tây Frank phát triển dần dần qua thế kỷ 9 và 10 thành Pháp quốc.

## Lịch sử
Quá trình hình thành nước Pháp phát triển rất chậm, lúc đó người ta không hề nghĩ tới. Bởi vậy rất khó để mà nêu ra một thời điểm nhất định. Tuy nhiên người ta cho là quá trình này kế thúc với sự chuyển tiếp triều đại vào 987 từ nhà Carolus sang nhà Capetus. Bởi vậy từ năm 987 những người cai trị từ hoàng tộc Capetus luôn được gọi là vua của Pháp. Các vua của nhà Carolus và Robertus trong thời gian từ giữa thế kỷ 9 đến khi thay đổi triều đại 987 có lúc được xem là vua Tây Frank, có lúc được gọi là vua Pháp.
Với hiệp ước Verdun (843) đế quốc Frank được chia làm ba:
- Lothar nhận các miền Pays-bas (Hà Lan và Bỉ ngày nay), Lorraine, Bourgogne, Alsace, và vương quốc Ý (tức miền bắc Ý ngày nay), bao gồm hai trung tâm của đế chế là Aachen và Rôma, gọi là Trung Frank. Sau này với hiệp ước Meerssen 870, và hiệp ước Ribemont 880 một phần bị chia ra cho 2 vương quốc còn lại, một phần hình thành vương quốc Bugrund (880), và vương quốc Ý (872 hay 888). Những phần tranh cãi còn lại hoặc nhập với Đông Frank hay Tây Frank, hay trở thành những nước độc lập nhỏ.
- Ludwig Người Đức nhận tất cả phần phía đông sông Rhine (phần lớn nằm trên lãnh thổ Đức và Áo ngày nay) và phần nam và đông của Ý, được gọi là Đông Frank. Miền này về sau trở thành đế quốc La Mã Thần thánh.
- Charles Hói nhận phần phía Tây, gồm phần lớn nước Pháp ngày nay, miền đất được gọi là Tây Frank, về sau trở thành nước Pháp trung đại.